# 崔效骞
崔效骞（？—？）籍贯不详，中华民国政治人物。

## 生平
1937年10月15日，晋北自治政府成立，崔效骞任财政厅厅长。民国27年（1938年）初，在晋北自治政府最高顾问前岛升的授意下，由晋北自治政府领导人组成了大同感日协进会。不久，该会更名为兴亚协进会。兴亚协进会设总务、教化、企划、组织4个部，部长分别由胡宪虞、白一先、崔效骞、尹我斋兼任。